# 1968-as Formula–1 monacói nagydíj
Az 1968-as Formula–1 világbajnokság harmadik futama a monacói nagydíj volt.

## Futam
A verseny hosszát a korábbi száz körről nyolcvanra csökkentették Bandini 1967-es tragikus balesete miatt, , valamint a sikánt is szűkebbé tették. A Ferrari nem volt elégedett a pálya biztonságával, így nem indítottak autót. A Lotusnál Hill csapattársa Jackie Oliver lett a szezon hátralévő részében. A csapat autóira először szerelt fel első és hátsó szárnyakat. A pole Hillé lett a Stewartot helyettesítő Johnny Servoz-Gavin és Jo Siffert Rob Walker Lotusa előtt.
A rajt után Servoz-Gavin vezetett, de 3 kör múlva tengelyhiba miatt kiesett. Hill ezután a leintésig vezetve győzött. A futamon sokan kiestek, köztük McLaren, Oliver, Brabham, Rindt, Gurney, Siffert, Beltoise, Rodríguez és Surtees. Hulme-nak a verseny közepén tengelyproblémája volt a harmadik helyen, ötödikként ért célba, utolsóként. Richard Attwood második, Lucien Bianchi harmadik lett, a futamon mindössze öten értek célba.
Ludovico Scarfiotti, aki 4. lett, az Alpokban fekvő Berchtesgadenben egy Porschével halálos balesetet szenvedett.
| Helyezés | #  | Versenyző            | Csapat/Motor  | Futott körök | Idő/Kiesés oka  | Rajthely | Pontszám |
| -------- | -- | -------------------- | ------------- | ------------ | --------------- | -------- | -------- |
| 1        | 9  | Graham Hill          | Lotus-Ford    | 80           | 2:00:32,3       | 1        | 9        |
| 2        | 15 | Richard Attwood      | BRM           | 80           | + 2,2           | 6        | 6        |
| 3        | 7  | Lucien Bianchi       | Cooper-BRM    | 76           | + 4 kör         | 14       | 4        |
| 4        | 6  | Ludovico Scarfiotti  | Cooper-BRM    | 76           | + 4 kör         | 15       | 3        |
| 5        | 12 | Denny Hulme          | McLaren-Ford  | 73           | + 7 kör         | 10       | 2        |
| Kiesett  | 8  | John Surtees         | Honda         | 16           | Váltó           | 4        |          |
| Kiesett  | 4  | Pedro Rodríguez      | BRM           | 16           | Baleset         | 9        |          |
| Kiesett  | 17 | Jo Siffert           | Lotus-Ford    | 17           | Differenciál    | 3        |          |
| Kiesett  | 1  | Jean-Pierre Beltoise | Matra         | 11           | Baleset         | 8        |          |
| Kiesett  | 16 | Piers Courage        | BRM           | 11           | Alváz           | 11       |          |
| Kiesett  | 19 | Dan Gurney           | Eagle-Weslake | 9            | Motorhiba       | 16       |          |
| Kiesett  | 3  | Jochen Rindt         | Brabham-Repco | 8            | Baleset         | 5        |          |
| Kiesett  | 2  | Jack Brabham         | Brabham-Repco | 7            | Felfüggesztés   | 12       |          |
| Kiesett  | 11 | Johnny Servoz-Gavin  | Matra-Ford    | 3            | Féltengely      | 2        |          |
| Kiesett  | 14 | Bruce McLaren        | McLaren-Ford  | 0            | Baleset         | 7        |          |
| Kiesett  | 10 | Jackie Oliver        | Lotus-Ford    | 0            | Baleset         | 13       |          |
| NK       | 18 | Jo Bonnier           | McLaren-BRM   |              | Nem kvalifikált |          |          |
| NK       | 21 | Silvio Moser         | Brabham-Repco |              | Nem kvalifikált |          |          |

### Statisztikák
Vezető helyen:
- Johnny Servoz-Gavin : 3 (1-3)
- Graham Hill : 77 (4-80)

Graham Hill 12. győzelme, 12. pol pozíció , Richard Attwood egyetlen leggyorsabb köre.
- Lotus 32. győzelme.